# Heřman Karel Ogilvy
Heřman Karel František hrabě Ogilvy (uváděn též jako Ogilvie nebo O'Gilvy, německy Hermann Carl Franz Graf von Ogilvy, 31. prosince 1679, Praha – 26. ledna 1751, Praha) byl česko-rakouský šlechtic a polní maršál původem ze skotské šlechtické rodiny. Od mládí sloužil v císařské armádě a vyznamenal se v dynastických válkách první poloviny 18. století. V letech 1733–1746 byl vrchním velitelem v Českém království, v této hodnosti byl za války o rakouské dědictví donucen dvakrát vyklidit Prahu (1741, 1744). Přesto byl v roce 1745 povýšen do hodnosti polního maršála. Vlastnil statky v severních Čechách (Zahořany).

## Životopis

Původní erb rodu Ogilvy

Pocházel ze starého skotského rodu Ogilvy, byl synem barona Jiřího Benedikta Ogilvy (1651–1710), maršála v císařských, ruských a polských službách. Po otcově vzoru vstoupil již v roce 1693 do armády, svou kariéru začal během devítileté války, v roce 1695 se stal také pážetem u dvora císaře Leopolda I. Vynikl během války o španělské dědictví v Itálii a Nizozemí a postupoval v hodnostech (major 1705, podplukovník 1710). Během volby Karla VI. římským císařem ve Frankfurtu nad Mohanem byl členem panovníkovy osobní stráže (1711). Poté se znovu aktivně zúčastnil bojů a v roce 1712 byl zraněn v bitvě u Denainu. Na konci války o španělské dědictví byl povýšen na plukovníka (1714) a poté se zúčastnil války proti Turkům. Jako velitel brigády se vyznamenal při obléhání Bělehradu (1717) a byl osobním účastníkem uzavření míru v Požarevci (1718).
V roce 1723 byl povýšen na generálmajora, v roce 1727 dosáhl hodnosti generálního polního vachtmistra a v roce 1729 byl jmenován císařským tajným radou. Celá dvacátá léta strávil jako velitel v Neapoli. V roce 1733 byl povýšen na polního podmaršála a stal se zemským velitelem v Čechách se sídlem v Praze (1733–1746). V roce 1735 dosáhl hodnosti polního zbrojmistra a za účast v další válce proti Turkům byl v roce 1739 povýšen do hraběcího stavu. Za války o rakouské dědictví musel dvakrát vydat Prahu (1741 Francouzům, 1744 Prusům) a s celou posádkou padl do zajetí. Přesto mu Marie Terezie zachovala přízeň a v roce 1745 získal hodnost polního maršála. Až do smrti zůstal formálně velitelem pražské posádky, zemské velitelství v Čechách ale musel v roce 1746 předat knížeti Lobkowiczovi.

## Rodina a majetek

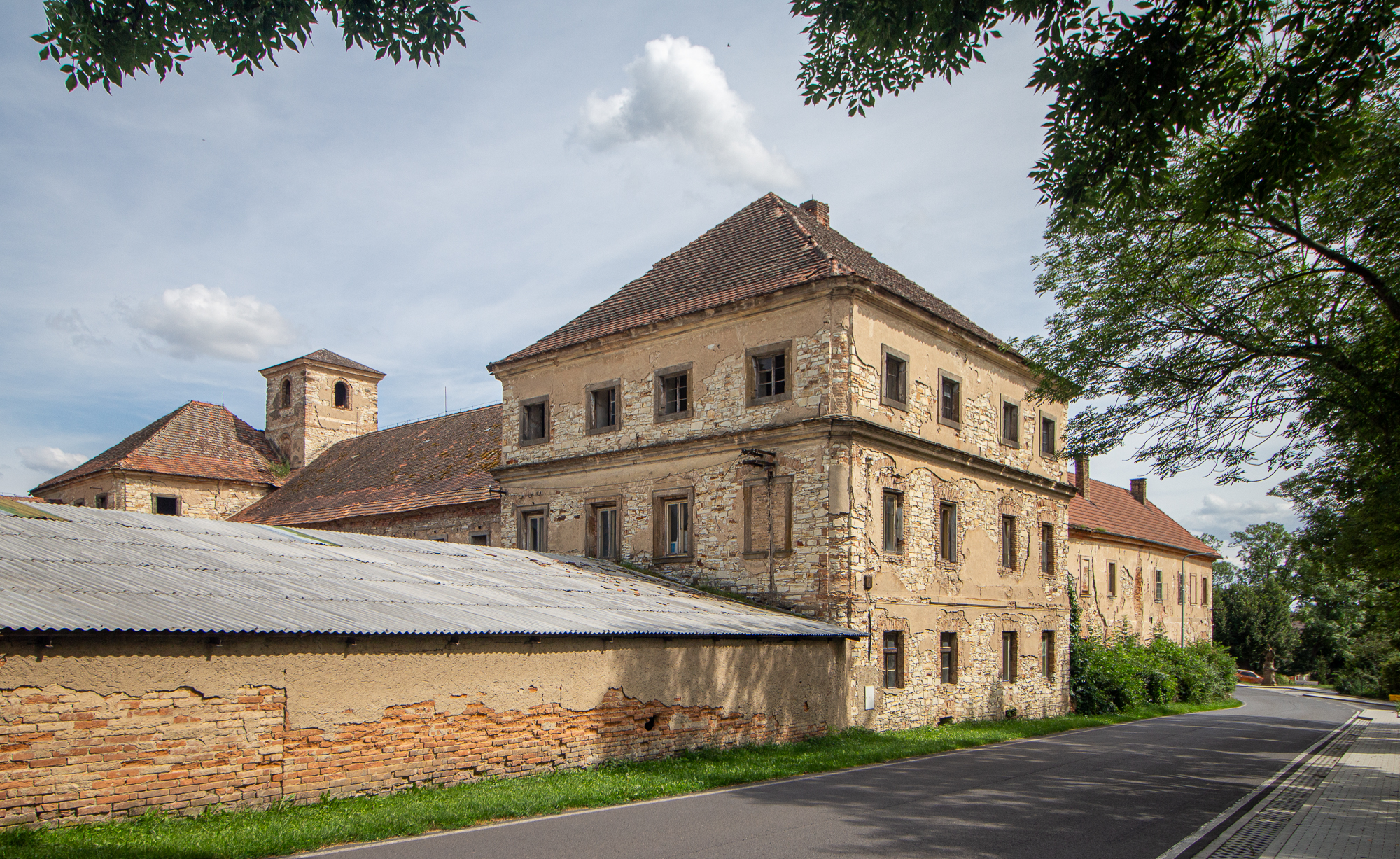
Zámek Zahořany, majetek Ogilvyů v letech 1708–1781

Po otci byl dědicem panství Zahořany v severních Čechách. Na zámku v Zahořanech se častěji zdržoval až v pozdějším věku, kdy pobýval jako velitel v Praze. Správu panství v době jeho nepřítomnosti zajišťovala převážně manželka. Za éry Ogilvyů došlo k přestavbě zahořanského zámku do podoby honosné barokní rezidence. S rakouskou šlechtičnou Ester Annou Reginou Welzovou z Ebersteinu (1692–1784) se oženil v roce 1713 a měl s ní deset dětí. Z pěti synů tři zemřeli v dětství, nejstarší Karel Josef (1713–1755) sloužil v armádě, byl císařským komořím a posledním potomkem této linie Ogilvyů. Dcery se provdaly do významných šlechtických rodin. Nejstarší Marie Terezie (1718–1775) byla manželkou hraběte Jana Adolfa z Kounic, Anna Markéta (1725–1810) se provdala za hraběte Prokopa Krakovského z Kolovrat, nejvyššího zemského sudího v Čechách. Nejmladší dcera Vilemína (1728–1804) měla za manželka polního maršála hraběte Leopolda Pálffy-Dauna (1716–1773). Ester Anna Regina Ogilvy byla majitelkou Zahořan ještě dalších třicet let po manželově smrti, až v roce 1781 prodala panství za 140 000 zlatých dvorské komoře.